# Andrea Proske
Andrea Proske (* 27. Juni 1986 in North Vancouver) ist eine kanadische Ruderin, die im Achter Olympiasiegerin wurde.

## Sportliche Karriere
Andrea Proske begann erst 2013 mit dem Rudersport. 2018 wurde sie ins Nationalteam berufen. Bei den Weltmeisterschaften 2018 in Plowdiw trat sie mit Gabrielle Smith im Doppelzweier an und belegte den sechsten Platz. Im Jahr darauf wurden die beiden bei den Weltmeisterschaften in Linz/Ottensheim Vierte mit 0,63 Sekunden Rückstand auf die drittplatzierten Niederländerinnen und 0,01 Sekunden Vorsprung auf das Boot aus den Vereinigten Staaten.
Bei den erst im Juli 2021 ausgetragenen Olympischen Spielen in Tokio ruderte Andrea Proske im kanadischen Achter und gewann die Goldmedaille vor den Neuseeländerinnen.